# Monte Minardo
Monte Minardo este o arie protejată (arie specială de conservare — SAC, sit de importanță comunitară — SCI) din Italia întinsă pe o suprafață de 501 ha, integral pe uscat.

## Localizare
Centrul sitului Monte Minardo este situat la coordonatele 37°43′37″N 14°50′59″E / 37.726944°N 14.849722°E.

## Înființare
Situl Monte Minardo a fost declarat sit de importanță comunitară în septembrie 1995 pentru a proteja 5 specii de animale. Situl a fost protejat și ca arie specială de conservare în martie 2017.

## Biodiversitate
Situată în ecoregiunea mediteraneană, aria protejată conține 6 habitate naturale: Păduri de stejar alb estice, Pseudostepă cu ierburi și specii anuale de Thero-Brachypodietea, Câmpuri de lavă și excavații naturale, Grohotișuri termofile și vest-mediteraneene, Lande oro-mediteraneene cu formațiuni endemice de grozamă, Păduri de Quercus ilex și Quercus rotundifolia.
La baza desemnării sitului se află mai multe specii protejate:
- păsări (4): Alectoris graeca whitakeri, acvilă de munte (Aquila chrysaetos), caprimulg (Caprimulgus europaeus), ciocârlie de pădure (Lullula arborea)
- reptile (1): țestoasă bănățeană (Testudo hermanni)

Pe lângă speciile protejate, pe teritoriul sitului au mai fost identificate 8 specii de plante, 2 specii de păsări, 3 specii de mamifere, 41 de specii de nevertebrate, 8 specii de reptile.